# Hallands sjukhus Varberg
Hallands sjukhus Varberg är från och med 2011 namnet på det tidigare Sjukhuset i Varberg (SiV), ett sjukhus i de östra delarna av Varberg. Det stod färdigt 1 juni 1972 och ersatte då det gamla lasarettet, som sedermera revs. Sjukhuset har 450 vårdplatser för somatisk vård och 50 platser för psykiatrisk behandling.
Sjukhuset består av en avlång huskropp i sex våningar som inrymmer vårdavdelningarna och ett vidsträckt område i ett plan som inrymmer mottagningarna.

## Historia

### "Lazarett och Curhus" på Varbergs fästning 1835
Halland utgjorde fram till 1835 ett enda distrikt för sjukvården, med lasarett i Halmstad. I början av 1800-talet uppstod en önskan om ett eget lasarett i norra Halland. Landshövdingen Claes Virgin anhöll hos Kunglig Majestät om att östra delen av artillerikasernen på Varbergs fästning, som hade upphört som försvarsverk 1830, skulle upplåtas som lokal för "Lazarett och Curhus", vilket beviljades i ett kungligt brev till Krigskollegium den 5 juli 1831. Det dröjde emellertid till den 14 juli 1835 innan direktionen för det nya lasarettet, med landshövding Virgin som ordförande, höll sitt konstituerande sammanträde på Varbergs rådhus. I december samma år beviljade Kungl. Maj:t att även återstoden av byggnaden på fästningen fick disponeras av lasarettet. Den första patienten togs in på Varbergs lasarett den 14 januari 1836. Lokalerna på fästningen visade sig snart otillräckliga, och redan 1845 fanns en skiss till ett nytt lasarett. Kungl. Maj:t beslutade 1848 att lasarettet skulle lämna fästningen, eftersom mer lokaler för fängelset behövdes.

### Lasarettet på Dykerilyckan 1852
Direktionen för Varbergs lasarett antog 1850 ritningar till en ny lasarettsbyggnad i trä på den så kallade Dykerilyckan i Varberg, till en kostnad av 6 925 riksdaler banco. Här skulle lasarettet komma att ligga i 120 år. Nybyggnaden togs i bruk i december 1852, och hade plats för cirka 40 patienter. Det nya lasarettet visade sig dock misslyckat. Byggnaden var illa uppförd, och redan 1870 konstaterades södra väggen vara så rötskadad att husets stabilitet var hotad. 1871 stod en tillbyggnad klar, men ett helt nytt lasarett visade sig nödvändigt. 1878 beviljade landstinget 3 000 kronor för utvidgning av lasarettstomten genom köp av intilliggande mark. Lagfartsfrågan blev dock komplicerad då den omgivande marken bestod av fragment av flera olika odaljordar, och det skulle dröja ända till 1969 (!) innan Landstinget Halland fick lagfart på hela lasarettstomten. 1881 anslog landstinget pengar till ett nytt trähus med tjänstebostad och mottagning för lasarettsläkaren. Detta hus stod klart 1883.

### Ny lasarettsbyggnad 1901
År 1895 tillsatte lasarettsdirektionen en projekteringsnämnd, bestående av överläkaren vid Sahlgrenska Universitetssjukhuset A. Lindh, stadsingenjören i Varberg C.A. Lagerqvist och byggmästaren Johannes Nilsson, som året därpå presenterade sitt förslag till ny lasarettsbyggnad, vilket översändes till Medicinalstyrelsen för granskning. Hovintendenten Axel Kumlien besökte Varberg 1896 och avstyrkte då projekteringsnämndens förslag. Kumlien upprättade nya ritningar, som vann direktionens gillande och i juni 1896 översändes till Medicinalstyrelsen för godkännande. Direktionen ansökte hos landstinget om 147 000 kronor för det nya lasarettet och 7 000 kronor för att bygga om det gamla lasarettet till ekonomibyggnad. Ansökan avslogs av landstinget. 1897 underkände Medicinalstyrelsen projekteringsnämndens förslag, men hade inte tagit ställning till Kumliens ritningar.
1898 uppdrog landstinget åt direktionen att ta fram nya ritningar och kostnadsförslag på ett nytt lasarett i Varberg, med 50 platser istället för som tidigare 80. Kumlien överlämnade på våren 1899 nya ritningar, som godkändes av Medicinalstyrelsen samma år. I början av år 1900 påbörjades äntligen bygget av det nya lasarettet. 1901 presenterades också Kumliens ritningar till en ekonomibyggnad, som efter att landstinget prutat och ritningarna gjorts om, stod klar 1904. Det gamla lasarettet från 1852 kunde därmed utrymmas. Huset såldes samma år på auktion och forslades bort från platsen.

### Nytt sjukhus 1972
I februari 1963 beslutade landstinget att bygga ett nytt sjukhus på den tomt vid Nya Påskberget som utsetts för ändamålet. Det nya sjukhuset stod klart 1972. Den ortopediska verksamheten blev kvar på Kustsanatoriet Apelviken ända till 1976, då den flyttades till det nybyggda sjukhuset.
När Landstinget Halland ombildades till Region Halland 2011 ändrades namnen på dess tre sjukhus till Hallands sjukhus Halmstad, Hallands sjukhus Kungsbacka och Hallands Sjukhus Varberg.